# الشيخ سالم

تعديل مصدري - تعديل

الشيخ سالم هي إحدى قرى عزلة زنجبار بمديرية زنجبار التابعة لمحافظة أبين، بلغ تعداد سكانها 292 نسمة حسب تعداد اليمن لعام 2004.